# Datasul
A Datasul foi uma multinacional de capital brasileiro, sediada em Joinville, no estado de Santa Catarina, pioneira no desenvolvimento e comercialização de soluções integradas de softwares de gestão empresarial, com 30 anos de presença no mercado e uma carteira de mais de seis mil clientes. Desde julho de 2008 pertence à TOTVS.
Os softwares desenvolvidos pela Datasul destinam-se a automatizar e gerenciar processos, tais como finanças, recursos humanos, logística e manufatura, dentre outros.

## Trajetória
Fundada em 1978 por Miguel Abuhab, para assessorar empresas do setor industrial na implantação de centros de processamentos de dados, a companhia se estabeleceu como pioneira no fornecimento de softwares de automatização de sistemas empresariais no país. Miguel após vender a empresa para a TOTVS, comprou outra empresa de T.I. que atende a grandes clientes internacionais que segue o segmento de supply chain.
Em 1986 a Datasul apostou na consolidação dos PCs como ferramenta de gestão empresarial e desenvolveu o primeiro software integrado de gestão administrativa e de controle de produção para microcomputadores.
Em 1989 lançou o Magnus, um software aplicativo literalmente integrado para gestão empresarial, escrito em linguagem de quarta geração e banco de dados relacional.
Em 1998 lançou o EMS (Enterprise Management System), com evoluções funcionais a partir do Magnus. Este software de ERP foi totalmente desenvolvido para utilização em ambiente gráfico.
Ainda em 1.998, para colocar em prática os seus planos de expansão e de desenvolvimento de novos softwares, obteve o aporte de recursos de fundos de investimento estadunidenses, que permaneceram no negócio até meados de 2004.
Em 1999, como parte de suas estratégias para manter seu crescimento, implantou um modelo inovador de franquias para o desenvolvimento e a venda de seus softwares e transformou centenas de colaboradores da companhia em novos empreendedores.
A Datasul iniciou o século XXI em posição de destaque entre os maiores fornecedores mundiais de soluções para gestão empresarial, com o Datasul EMS (Enterprise Management System) e soluções integradas de BI (Business Intelligence), CRM (Customer Relationship Management), ECM (Enterprise Content Management) e B2B (Business to Business), serviços de outsourcing e de educação corporativa, entre outras soluções.
Ao longo de sua história, a Datasul vem se destacando como a empresa brasileira líder no fornecimento de softwares empresariais e conta hoje com aproximadamente três mil profissionais em seu network em todo o Brasil e na América Latina, através de suas franquias de distribuição, sendo a GWA-São Paulo a maior de suas franquias.
Em 2006 a empresa decidiu abrir o capital e negociar suas ações no Novo Mercado da B3, como forma de democratizar seus negócios e aproveitar oportunidades de crescimento oferecidas pelo seu mercado.
Em abril de 2007 a Datasul anunciou a compra da empresa de e-learning llog Tecnologia.
A aquisição custou R$ 2,16 milhões à Datasul e acontece apenas uma semana após a empresa comprar outro empreendimento de TI, a Próxima, especializada em aplicativos para o agronegócio.
A llog possuía 22 funcionários e faturou em 2006 R$ 1,5 milhão. A especialidade da llog era desenvolver cursos online para trabalhadores da indústria e comércio. Entre os clientes da llog estão a Avon e a Electrolux no Brasil.
Ao comunicar a compra, a Datasul afirmou que a aquisição é estratégica, já que a empresa pretente fortalecer sua presença no mercado de e-learning.
Em julho de 2008 foi anunciada a incorporação da empresa pela TOTVS numa operação com valor aproximado de 700 milhões de reais, que formará a maior empresa de softwares de gestão empresarial do Brasil, e uma das maiores do mundo.

## Produtos
A Datasul desenvolveu o o sistema de Enterprise Resource Planning (Planejamento) Enterprise Management System (EMS). Tem duas versões:  EMS 2 e EMS 5, ambas com diversos módulos.